# Hapalomys gracilis
Hapalomys gracilis — викопний вид мишевих з роду Hapalomys, знайдений в Лонггупо в Чунціні в Південному Китаї. Видовий епітет лат. gracilis означає «тонкий».